# Asociația pentru Tehnologie și Internet
Asociația pentru Tehnologie și Internet (ApTI) este o organizație neguvernamentală din România care militează pentru apărarea libertății de exprimare, a vieții private (intimității online - împotriva supravegherii în masă) și a altor drepturi individuale în mediul digital.
Conform propriului sit web, „ApTI este o asociație nonguvernamentală formată din persoane fizice implicate în Internetul românesc, care își propunere susținerea și promovarea unei lumi digitale libere și deschise, prin respectarea drepturilor fundamentale ale omului. Un Internet liber este un mediu în care libertatea de exprimare și viata privată sunt respectate și garantate. O lume digitală deschisă reprezintă o garanție a accesului legal și sigur la beneficiile aduse de tehnologia informației.”

## Obiectivele ApTI
Asociația susține neutralitatea Internetului - tratamentul egal al surselor de informații online, aplicat acestora de către furnizorii de servicii Internet (ISP), fără diferențieri arbitrare privind viteza de acces și alte restricții impuse prin contracte comerciale - pentru că o consideră o componentă esențială a dreptului utilizatorilor finali de a alege singuri ce resurse ale Internetului să utilizeze.
ApTI militează pentru reforma legilor privitoare la drepturile de autor (copyright), în sensul creșterii ponderii operelor culturale și datelor aflate în domeniul public și a celor publicate cu acces liber ("open access" - adică sub licență liberă). Ca un capitol special, organizația susține o mai mare transparență a instituțiilor guvernamentale naționale, prin publicarea tuturor seturilor de date nesecrete produse de acestea în domeniul public, accesibil oricui.